# Cochlicella
Cochlicella is een geslacht van weekdieren uit de klasse van de Gastropoda (slakken).

## Soorten
- Cochlicella acuta (Müller, 1774) (Slanke duinhoren)
- Cochlicella barbara (Linnaeus, 1758) (Bolle duinhoren)
- Cochlicella conoidea (Draparnaud, 1801)